# 玉井二
玉井二（波江座ψ），又名BD-07 948，HD 32249、SAO 131700、HR 1617，是波江座的一颗恒星，视星等为4.81，位于銀經206.59，銀緯-27.69，其B1900.0坐标为赤經4h 56m 35.4s，赤緯-7° -27.69′ 14″。